# Church management software
Church management software er den engelske betegnelse for det software kirker bruger til at koordinere deres daglige interne drift, samt interne og eksterne kommunikation. På dansk kan man kalde det et online kirkestyringssystem. Det giver de ansatte i kirken mulighed for at dele information internt, opbevare personlige oplysninger sikkert, styre fælles og personlige kalendre, samt få et live overblik over lokaler og faciliteter. 
Som kommunikationsværktøj er det med til at lette kommunikationsgangene, da tekster, kampagner og billeder kan gemmes centralt. Det gør det lettere at dele informationen med de rigtige modtagere, for hvem informationen er relevant. 
Softwaren skal være underlagt strenge sikkerhedskrav, der sikrer, at de fortrolige oplysninger ikke pludselig deles, og at kun personer med specifikke rettigheder håndterer dem.
Behovet for Church Management Software kan være stigende, da det medvirker til øget segmenteret, push kommunikation. Altså kommunikation, der er i højere grad retter sig mod modtageren og vedkommendes interesser. Pull kommunikation vil i de kommende år blive mere fremherskende i de menigheder, der tænker i moderne kommunikationsbaner.Church Management Software giver kirken mulighed at kommunikere på flere platforme samtidig med at arbejdsgangene bliver gjort lettere. Church Management Software er mere udbredt i USA, hvor kirkerne i en helt anden grad er styret af deres bundlinier, der nødvendiggør målrettet og vedkommende kommunikation.